# Lindauer Allee (metropolitana di Berlino)
Lindauer Allee è una stazione della metropolitana di Berlino, sulla linea U8.